# ТЕС Bonfim
21°25′1″ пд. ш. 48°17′8″ зх. д. / 21.41694° пд. ш. 48.28556° зх. д.
ТЕС Bonfim — теплова електростанція у бразильському штаті Сан-Паулу, якою доповнили належний Raízen Group (спільне підприємство бразильської цукрової компанії COSAN та енергетичного гіганту Shell) завод з виробництва етанолу у муніципалітеті Гуаріба.
В 2010 році на майданчику ТЕС стали до ладу три парові турбіни виробництва Siemens – дві потужністю по 33 МВт та одна з показником 45 МВт. Вони отримують живлення від двох котлів виробництва Dedini продуктивністю по 225 тон пари на годину, які спалюють багасу – жом цукрової тростини.
В 2020-му запустили другу чергу станції, обладнану сімома генераторними установками на основі двигунів внутрішнього згоряння General Electric Jenbacher J620 загальною потужністю 20,9 МВт. Вони працюють на біогазі, отриманому шляхом анаеробного (метанового) зброжування барди (залишки перегонки збродженого соку цукрової тростини) та фільтрувального залишку (домішки, вилучені при підготовці соку тростини). Проект другої черги Raízen Group реалізувала спільно з компанією GEO Energética (15% участі).
Надлишкова електроенергія постачається зовнішнім споживачам по ЛЕП, розрахованій на роботу під напругою 138 кВ.